# Whole Thing
Whole Thing ist ein Lied des britischen Pop-Rock-Musikers Peter Gabriel zusammen mit Francis Bebey, Alex Faku, Tim Finn, Karl Wallinger und Andy White (Angabe als Interpret: Big Blue Ball) aus dem Jahr 2007.

## Entstehung und Veröffentlichung
Der Song entstand als Teil der Aufnahmen innerhalb von drei Wochen in Peter Gabriels Real World Studios in Box, Wiltshire, England in den Sommern der Jahre 1991, 1992 und 1995. Der Song wurde von Alex Faku, Tim Finn, Peter Gabriel, Geoffrey Oryema, Karl Wallinger und Andy White geschrieben und von Peter Gabriel, Stephen Hague und Karl Wallinger produziert. Aufgenommen wurde er von David Bottrill, Richard Chappell, Richard Evans, Ben Findlay, Paul Grady, Marco Migliari und Alex Swift.
Whole Thing wurde zuerst am 3. Dezember 2007 als Teil des bei Real World Records erschienenen Soundtracks der BBC-Fernsehserie Long Way Down über eine Motorradreise, die Ewan McGregor und Charley Boorman im Jahr 2007 unternommen haben, veröffentlicht.
Am 24. Juni 2008 erschien Whole Thing auf dem von Peter Gabriel und Karl Wallinger initiierten Weltmusik-Kompilationsalbum Big Blue Ball.
Im Juli 2018 wurde zur Feier des zehnjährigen Jubiläums des Albums Big Blue Ball der Eröffnungssong Whole Thing als Single wiederveröffentlicht, die sowohl eine leicht gekürzte Version des ursprünglichen Albumtracks als auch den Remix von Adrian Sherwood und Jazzwad enthält.

## Musikvideo
Das Musikvideo von Whole Thing wurde im Juli 2018 als Verkaufsförderung der Single, die zur Feier des zehnjährigen Jubiläums des Albums Big Blue Ball erschien veröffentlicht. Das Video zeigt Film-Aufnahmen aus den Real World Studios von Aufnahme-Sessions, Außenaufnahmen von dem Studio-Gelände und der Umgebung.

## Mitwirkende
(Quelle:)

### Musiker
- Paul Allen – E-Gitarre
- Francis Bebey – Flöten
- Tchad Blake – Toms
- Alex Faku – Nord Brass, Begleitgesang
- Tim Finn – Begleitgesang
- Peter Gabriel – Hauptgesang, Keyboards
- Chuck Norman – Musikprogrammierung
- Karl Wallinger – E-Gitarre
- Andy White – Begleitgesang

### Technische Unterstützung
- Tchad Blake – Mixing
- David Bottrill – Tonaufnahme
- Richard Chappell – Tonaufnahme, Mixing
- Tony Cousins – Mastering bei Metropolis Mastering, London
- Richard Evans – Tonaufnahme
- Ben Findlay – Tonaufnahme
- Peter Gabriel – Musikproduktion, Musikproduktion (Originalaufnahme)
- Paul Grady – Tonaufnahme
- Stephen Hague – Musikproduktion, Mixing
- Marco Migliari – Tonaufnahme
- Alex Swift – Tonaufnahme
- Karl Wallinger – Musikproduktion, Musikproduktion (Originalaufnahme)

## Rezeption
Eric Engler vom Deutschen Genesis Fanclub it schreibt: über Whole Thing: „Der erste Song des Albums überzeugt mit einer eingängigen Melodie und hat unverkennbare Singlequalitäten. Peters Gesang schwebt über dem Arrangement aus Gitarren, Drums und Bass und dominiert den Song. Nach dem ersten Refrain drängen Gitarren und Schlagzeug stärker in den Vordergrund. Nach dem zweiten Refrain wird es in einem kurzen Intermezzo mit verzerrten Gitarren sogar richtig rockig. Besonders gut gefällt mir an dem Lied der meist mehrstimmige Gesang Gabriels. Dass der Song bereits Anfang der 90er aufgenommen wurde, merkt man Whole Thing nicht an. Die Gitarrenrocknummer klingt frisch und modern und hätte wenn überhaupt wohl eher auf Up als auf Us gepasst.“